# Brave Story
Brave Story (jap. ブレイブ・ストーリー, Bureibu Sutōrī) ist ein Roman der japanischen Autorin Miyuki Miyabe. Der Schüler Wataru Mitani versucht, mit schweren persönlichen Problemen klarzukommen, als er die Fantasywelt „Vision“ entdeckt. In dieser kann er sich, so er nach einer Reihe von Prüfungen die Schicksalsgöttin erreicht, einen Wunsch erfüllen lassen.
Das Werk erhielt Adaptionen als Manga, drei Computerspiele und als Anime-Film.

## Handlung
Die Welt des Schülers Wataru Mitani scheint zusammenzubrechen, als sein Vater die Familie verlässt und seine Mutter ins Krankenhaus eingeliefert wird. Da begegnet er Mitsuru, einem Jungen aus einer Parallelklasse, der ihn mit der magischen Welt „Vision“ vertraut macht. In dieser muss er als „Reisender“ fünf Edelsteine einsammeln, damit er die Schicksalsgöttin erreichen und von ihr einen Wunsch einfordern kann. Die Reise wird zu einem Wettlauf mit Mitsuru, der das gleiche Ziel hat, dieses aber ungleich rücksichtsloser verfolgt. Bald liegt die Welt Vision, aufgrund des radikalen Vorgehens von Mitsuru, in Schutt und Asche.

## Veröffentlichung
Miyuki Miyabe veröffentlichte das Werk zuerst als Fortsetzungsroman, der durch die Presseagentur Gakugei Tsūshinsha zuerst zwischen dem 11. November 1999 und dem 13. Februar 2001 in der Zeitung Ōita Gōdō Shimbun veröffentlicht wurde, aber auch in der Nagoya Times, Kyōto Shimbun, Chūgoku Shimbun, Shinano Mainichi Shimbun, Tokushima Shimbun, Kōchi Shimbun und Kitanippon Shimbun.
Der Verlag Kadokawa Shoten verlegte das Werk in zwei Bänden am 3. März 2003, sowie einer Liebhaberausgabe am 7. April 2003. Am 25. Mai 2006 erfolgte eine Neuausgabe im Taschenbuchformat (Bunkobon) in drei Bänden, sowie am 1. Juni 2006 beim Light-Novel-Imprint Kadokawa Sneaker Bunko eine illustrierte Fassung (Zeichnungen: Yuriko Chiba und Masanori Kikuchi) für eine jugendliche Zielgruppe in vier Bänden. Letztere erhielt zwischen dem 15. Juni 2009 und 22. Juni 2010 eine Neuausgabe beim Imprint Kadokawa Tsubasa Bunko mit Illustrationen von Kenji Tsuruta.
Eine englische Fassung erschien am 14. August 2007 bei Viz Media als einzelner Hardcoverband, sowie eine Neuausgabe als Paperback am 17. November 2009 durch deren Imprint Haikasoru. Die von Alexander O. Smith übersetzte und von Eric Searleman lektorierte Fassung wurde 2008 mit dem Mildred L. Batchelder Award für die herausragendste Kinderbuch-Übersetzung ins Englische ausgezeichnet.

## Manga
Yōichirō Ono adaptierte den Roman als Manga, der zwischen August 2003 (Ausgabe 36–37/2003) und März 2008 (Ausgabe 15/2008) in Shinchōshas als an junge Erwachsene (Seinen) gerichtetes Manga-Magazin Shūkan Comic Bunch veröffentlicht wurde. Die 200 Einzelkapitel wurden auch in 20 Sammelbänden (Tankōbon) zusammengefasst. Diese mit dem Untertitel Shinsetsu („neue Ansichten“) Adaption, weicht teilweise von der Vorlage ab.
In den USA erschienen die ersten sechs Bände zwischen Juni 2007 und August 2008 bei Tokyopop.
Ein weiterer Manga, der jedoch auf dem Film basiert, stammt von Akira Himekawa. Dieser erschien 2006 im Tentō Mushi Comics Special von Shōgakukan und wurde in einem Sammelband zusammengefasst.

## Computerspiele
Kurz vor Aufführung des Kinofilms erschienen am 6. Juli 2006 drei Computerspiele: die Adventure Brave Story: Boku no Kioku to Negai für das Nintendo DS und Brave Story: Wataru no Bōken für die PlayStation 2, sowie das Rollenspiel Brave Story: Aratanaru Tabibito für die PlayStation Portable. Letzteres wurde unter dem Titel Brave Story: New Traveler durch Xseed Games am 31. Juli 2007 auch in Nordamerika veröffentlicht.

## Anime
Der Anime Brave Story wurde vom Studio Gonzo produziert. Regie führte Koichi Chigira, die Produktion übernahmen Daisuke Sekiguchi, Hiroyoshi Koiwai und Koji Kajita. Als Charakterdesignerin war Yuriko Chiba tätig. Die Musik, eine Mischung aus elektronischen und Ethno-Pop-Klängen, stammt von der britischen Band Juno Reactor. Orchesterstücke wurden vom slowakischen Bratislava Radio Symphony Orchestra eingespielt.
Warner Bros. brachte den Anime am 8. Juli 2006 in die japanischen Kinos. Für den Soundtrack war Juno Reactor verantwortlich. Pro verkauftem Ticket spendete Gonzo 10 Yen an UNICEF, um mit HIV infizierten Kindern, insbesondere in Malawi, zu helfen.
Am 15. Mai 2008 kam der Film auch in die deutschen Kinos, zuvor war er am 3. Mai bereits auf dem Trickfilmfestival Stuttgart zu sehen. Etwa 50 Kopien waren im Verleih. Hauptsächlich wurde er im deutschen Sprachraum ab Oktober 2008 per DVD vermarktet.

### Synchronisation
Die deutsche Synchronisation wurde von Elektrofilm produziert.
| Rolle            | Japanische Synchronsprecher (Seiyū) | Deutsche Synchronsprecher |
| ---------------- | ----------------------------------- | ------------------------- |
| Wataru Mitsuya   | Takako Matsu                        | Hannes Maurer             |
| Meena            | Chiwa Saitō                         | Tanya Kahana              |
| Mitsuru Ashikawa | Eiji Wentz                          | Constantin von Jascheroff |
| Kee Keema        | Yo Oizumi                           | Michael Deffert           |
| Kattsu           | Takako Tokiwa                       | Ghadah Al-Akel            |

### Rezeption
Brave Story wurde in Japan 2007 für den Preis als bester Animationsfilm des Jahres nominiert. Das Motiv der Suche nach fünf Juwelen vergleicht Mark Schilling mit der Serie Dragon Ball und den Filmen der Reihe The Chronicles of Narnia, die Hauptfigur ähnele Doraemons Nobita. Einige amerikanische Kritiker loben die „weichen Pasteltöne und sparsam eingesetzte Computereffekte“ sowie insgesamt hohe Animations- und Soundqualität. Das Design lässt sich mit dem des Studio Ghibli vergleichen. Dagegen kritisiert Brian Hanson von Anime News Network den Film als „am schlimmsten aussehenden Animefilm mit großem Budget der letzten Zeit“, dessen Geschichte sei ein Gemisch aus bizarren Zufällen, zusammengehalten von gezwungener und nerviger Zurschaustellung der Motivation der eindimensionalen Charaktere.
Oliver Armknecht bescheinigt dem Werk zwar ein fantastisches Dekor, aber wenig Wirkkraft. Die deutsche Zeitschrift AnimaniA bewertet den Film als Versuch des Studios Gonzos, einen familiengerechten Film im Stile des Studio Ghibli zu produzieren, dessen vorhergehenden Filmen wie Chihiros Reise ins Zauberland ähnele Brave Story inhaltlich wie optisch. Die im Manga vertretene auch blutigere Action sei daher deutlich reduziert worden, der Suizidversuch der Mutter werde nicht erwähnt und die Charaktere kindlicher dargestellt. Gelobt wird die Qualität der Animation und besonders der Hintergründe. Computeranimation werde passend eingesetzt. Bei der Musik sei „ein Glücksgriff gelungen“ und auch die deutsche Synchronisation wisse zu überzeugen. So vereinige der Film „packende Story mit schönen Kulissen und stellenweise großartigen Animationen“; er sei „erste Wahl“ als Fantasy-Familien-Unterhaltung, jedoch nicht für Fans klassischer Fantasy-Abenteuer.